# Soft-decision decoder
In teoria dell'informazione, un soft-decision decoder (decodificatore a decisione morbida) è un tipo di metodo di decodifica o classe di algoritmo utilizzata per decodificare i dati che sono stati codificati con un codice di correzione degli errori. Mentre un decodificatore hard-decision decoder opera su dati che assumono un insieme fisso di valori possibili (tipicamente 0 o 1 in un codice binario), gli ingressi di un decodificatore a decodifica soft possono assumere l'intero intervallo di valori intermedi, intesi come valori probabilistici di prossimità ai valori possibili. Questa informazione extra indica l'affidabilità di ciascun punto di dati di input e viene utilizzata per formare stime migliori dei dati originali. Pertanto, un decodificatore a decisione morbida generalmente funzionerà meglio in presenza di dati corrotti rispetto alla sua controparte hard-decision.
I decoder Soft-decision sono usati spesso nei Viterbi decoder e nei turbo codici.